# Ranunculus tenuilobus
Ranunculus tenuilobus är en ranunkelväxtart som beskrevs av Eduard August von Regel och Vladimir Leontjevitj Komarov. Ranunculus tenuilobus ingår i släktet ranunkler, och familjen ranunkelväxter. Inga underarter finns listade i Catalogue of Life.